# Спортивный комплекс имени В. Ф. Горбенко
Спорти́вный ко́мплекс и́мени В. Ф. Горбе́нко, первоначально спорти́вный ко́мплекс «Молодёжный» — спортивный комплекс в Кургане, на улице Сибирской, 1 рядом с бассейном «Олимп» и ледовой ареной «Юность». Открыт 4 декабря 2009 года, своё название получил в честь молодёжного сквера где спортивный комплекс расположился. Строительство СК «Молодёжный» осуществлялось в рамках Федеральной программы «Развитие физической культуры и спорта в Российской Федерации на 2006-2015 годы» и целевой программы Курганской области «Развитие физической культуры и спорта в Курганской области на 2007-2010 годы».
Здание спортивного комплекса включает в себя: универсальный спортивный зал где проводятся мини-футбольные матчи и домашние игры МФК «Арбитраж» (с трибунами на 484 места), зал для занятия аэробикой, зал для силовой подготовки, зал для занятия спортивными танцами, зал для занятия боксом (на два ринга), зал для занятия борьбой (на два ковра).
В спортивном комплексе размещено государственное образовательное учреждение дополнительного образования детей «Областная специализированная детско-юношеская спортивная школа олимпийского резерва № 2» — которая специализируется по 8 видам спорта: греко-римская борьба, художественная гимнастика, биатлон, легкая атлетика, стендовая стрельба, пулевая стрельба, шахматы, бильярдный спорт
Общая площадь комплекса составляет 5155,7 м². Единовременная пропускная способность – 169 человек. 
26 мая 2014 года спортивному комплексу «Молодёжный» в Кургане присвоено имя Вадима Горбенко.  

## Известные работники
- Горбенко, Вадим Фёдорович (1940—2013) — Директор ГОУ ДОД «ОСДЮСШОР №2»